# Comarca de Paradanta
La comarca de Paradanta[cita requerida] (en gallego y oficialmente, A Paradanta) es una comarca situada en el sudeste de la provincia de Pontevedra (Galicia).

Municipios y localización de la comarca en la provincia de Pontevedra.

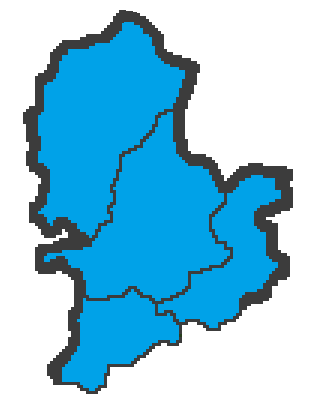
PPdeG

## Municipios
Limita al norte con la Comarca de Vigo, al nordeste y al este con la provincia de Orense, al sur con Portugal por medio del río Miño y al oeste con la Comarca del Condado. Pertenecen a la misma los siguientes municipios:
- Arbo
- La Cañiza: capital de la comarca
- Covelo
- Creciente